# 87
| [ Edytuj tabelę ] |                         |
| Cesarz Chin       | - 75 Han Zhangdi 88     |
| Król Daków        | - 87 Decebal 106        |
| Władca Korei      | - 53 T’aejodae 146      |
| Król Nabatei      | - 70 Rabel II Soter 106 |
| Papież            | - 79 Anaklet 91         |
| Król Partów       | - 78 Pakorus II 105     |
| Cesarz Rzymu      | - 81 Domicjan 96        |

Rok 87 / LXXXVII
stulecia: I wiek p.n.e. ~
I wiek ~
II wiek

lata: 77 «
82 «
83 «
84 «
85 «
86 «
87
» 88
» 89
» 90
» 91
» 92
» 97

## Wydarzenia
- Europa
  - Decebal został królem Daków